# Maizilly
Maizilly is een gemeente in het Franse departement Loire (regio Auvergne-Rhône-Alpes) en telt 310 inwoners (2005). De plaats maakt deel uit van het arrondissement Roanne.

## Geografie
De oppervlakte van Maizilly bedraagt 5,2 km², de bevolkingsdichtheid is 59,6 inwoners per km².
De onderstaande kaart toont de ligging van Maizilly met de belangrijkste infrastructuur en aangrenzende gemeenten.

## Demografie
Onderstaande figuur toont het verloop van het inwonertal (bron: INSEE-tellingen).